# Liturgika
Liturgika (z řeckého λειτουργία veřejná služba, služba lidu) je jedním z oborů teologie, který se odborně zabývá liturgií. Zkoumá bohoslužebný život církve a jeho vývoj. Snaží se o interpretaci a vysvětlení významu úkonů pro potřeby věřících.
Termínu poprvé užil Georg Cassander (1513–1566), který jím označuje vědeckou reflexi křesťanské bohoslužby. Pojem liturgiky se však v katolickém a protestantském prostředí prosadil teprve v 18. století. V teologické klasifikaci je liturgika součástí praktické teologie, někdy se však také včleňuje jako součást dějin teologie. S liturgikou souvisí studium církevních dějin, estetiky, hudební vědy, divadelní vědy, folkloristiky a komunikace.

## Historie

### Humanismus
Vědecký zájem o liturgii neexistoval po celé křesťanské dějiny. Se studiem se začalo v době humanismu, a to historickovědní metodou. Došlo k hlubšímu prozkoumání pramenů, hlavně v 17. a 18. století. Zájem byl i o orientální liturgii.

### Počátky systematickoteologické liturgické vědy
Po konci 18. století se začala rozvíjet pastorální teologie a vzrostl zájem i o liturgii. První zmínka o tom, že by se liturgika měla považovat za samostatnou vědu, se objevila ve spise F. X. Schmida „Liturgik der christkatolischen Religion“ (Liturgika katolického náboženství). Předmět zkoumání viděl ve vnější podobě katolické bohoslužby – „souhrn všech obřadů, forma, v níž se katolicismus viditelně a slyšitelně projevuje“. Věda by měla zahrnovat nejen vznik a význam „ceremonií“, ale i shrnovat a hodnotit z pohledu katolického náboženství.
Liturgika prošla obměnou roku 1889 díky benediktinovi Suibertovi Bäumerovi. Později mnich Athanasius Wintersig nazývá vědu „svatým tajemstvím“.
Věda tedy reflektuje centrální zkušenosti víry. Tohle postavení ji vydobyl Odo Casel (1886-1948).

## Liturgika dnes
Výrazný vliv na liturgiku měl Druhý vatikánský koncil. Jejím úkolem byl stanoven výzkum „množství Kristova tajemství“ ve viditelných znameních liturgické slavnosti a přístupnost pro věřící. Lze ji tedy označit za eminentně teologickou disciplínu. Také seznamuje s formami, které mají kořeny již v židovství, poté u Krista, v prvotní církvi. Zohledňuje vlivy kultury, dobového myšlení a textů. Spolupracuje s humanitními vědami jako psychologie (včetně sociální a hlubinné), fenomenologie, sémantika, dějiny umění, hudební věda či sociologie i s vědami o jazyku a komunikaci. Člověk je společným předmětem zájmu. Příkladem spolupráce jsou: lidský věk je jedním z faktorů limitujících člověka – zabývá se jím vývojová psychologie, člověk má své prožitky – hlubinná psychologie, žije ve společnosti, která ho ovlivňuje a kterou i spoluvytváří – sociologie, atd.
Liturgika se také zabývá rozhodováním, jestli není potřeba části liturgie „inovovat“, avšak po podrobném historickém, teologickém a pastoračním zkoumání.
Neexistuje pouze jediný přístup v této vědě. Jsou i snahy, aby ostatní teologické obory vypracovaly své „hledisko“ spojené s liturgií a byly tak kritickým protipólem liturgické vědy. Např. katechetika nebo homiletika (viz Teologie).
Rozdělení všeobecné liturgiky:
1. teologický a antropologický základ - co je liturgie?
2. kdo slaví liturgii?
3. základní prvky liturgie (gesto, slovo, symbol) a jak se slaví?
4. liturgické slavení v čase
5. liturgický prostor a jeho vybavení

## Přístupy liturgiky
- Souhrn práva: shrnutí v jednotlivých rubrikách liturgických textů jako pomůcka při mši – pro kněze, nebo pomocí laického breviáře pro modlící laiky.
- Nauka o kultovním slavení: účast na liturgickém slavení je brána jako povinná, případná neúčast na daném svátku se hodnotí jako hřích.
- Liturgika jako součást pastorální teologie: převažují evangelizační snahy církve – jako druh inkulturace, využívá většina českých teologických fakult.
- Liturgika vlastní teologická disciplína: systematická liturgika, teologie i liturgie vnímána jako služba lidu, zamýšlející se nad vlastním duchovním životem.[8]

## Prameny využívané liturgikou
K nejstarším pramenům využívaným liturgikou patří Nový zákon, i když neobsahuje popis liturgie. Významným pramenem je také Didaché, spisy Justina Mučedníka, Hippolyta Římského a patristická literatura, v období středověku pak zejména různé typy liturgických knih, od 16. století bohoslužebné řády jednotlivých denominací.
V římskokatolické církvi přinesl významné reformy liturgie i liturgiky Druhý vatikánský koncil. Nově bylo povoleno použití národních jazyků při liturgii (kromě mešního kánonu), při udělování svátostí a modlitbách.